# Embalse de Riudecañas
El embalse de Riudecañas es una infraestructura hidroeléctrica española construida sobre el arroyo de Riudecañas, en la comarca del Bajo Campo, dentro del término municipal de Riudecañas, en la provincia de Tarragona, Cataluña. 
Está construida por encima de la población de Riudecañas, con una altura desde la base de unos 40 metros. El pantano tiene una longitud de apenas 1500 metros y acaba en el Molí de Siurana, donde empieza el barranco de Argentera. El arroyo de Ruidecañas nace en el mismo pantano, donde confluyen una decena de barrancos, y adquiere ese nombre después de la presa.
A principios del siglo XX, el ayuntamiento de la cercana ciudad de Reus y diversos particulares crean la Comunidad de Regantes del Pantano de Riudecañas, con intención de construir una presa para suministrar agua a la ciudad y a los campos circundantes. Las obras, proyectadas en 1903 por Cayetano Úbeda i Sarrachaga, se inician en 1904 y se terminan en 1918-1919.
En los años 1924-1925, con motivo de una fuerte sequía, se propuso construir un canal desde el río Siurana, y se consiguió la autorización en 1930. Las obras se acabaron en 1950, y el embalse de Siurana se construyó después, entre 1965 y 1974.
En 1989, el embalse de Riudecañas se vació para hacer las obras que debían duplicar su capacidad, hasta 5,3 hm³.
La Comunidad de Regantes de Riudecañas continúa siendo la propietaria del embalse, que en la actualidad recibe agua, además de la propia riera de Riudecañas, del sistema hidrográfico del embalse de Siurana.

## Historia
La construcción de la presa fue impulsada por el ayuntamiento de Reus que, en 1897, debido a las dificultades para conseguir agua potable para la ciudad, encargó a los ingenieros Francesc Macià, Josep Mora y Alfons Benavent un estudio para llevar agua a distintas partes de la ciudad y regar los campos. El estudio comprendía las cuencas del Riudecañas y del Siurana, y la construcción de un canal para llevar agua de este último, a unos 460 m de altura, a Riudecanyes, a solo 210 m de altitud.
En 1901 se constituyó una Comisión de Pantanos, propiciada por el ayuntamiento de Reus y formada por el industrial Josep Maria Tarrats y los abogados Julià Nougués y Pau Font de Rubinat, que propusieron al Estado la construcción de los pantanos de Francolí y de Riudecañas. Estas propuestas fueron incluidas en el Plan General de Embalses del Estado.
El año 1903 se proyectó la construcción del de Riudecañas, con tal de proveer básicamente las necesidades de agua de Reus. En 1904 se puso la primera piedra y en 1918 entró en funcionamiento. En 1991 se inauguró la obra de recrecimiento, que alcanzó los 5,3 hm³ de agua embalsada. En la actualidad, el agua se destina al regadío de la comarca y al abastecimiento de diversos municipios.

## Entorno
La vegetación que predomina está compuesta de pinedas de pino blanco en gran parte de la zona que rodea el embalse, además de malezas silícicas en las zonas incendiadas. 
La vegetación acuática está restringida a la cola del embalse, con signos de degradación. En el margen izquierdo se pueden ver algunos ejemplares de eucalipto muy grandes.